# Tipton (West Midlands)
Tipton – miasto w Wielkiej Brytanii (Anglia), w hrabstwie West Midlands, w dystrykcie Sandwell, w aglomeracji Birmingham. W 2001 roku miasto liczyło 38 777 mieszkańców. Jako samodzielne miasto istnieje od 1938. Tipton jest wspomniana w Domesday Book (1086) jako Tibintone.